# John Orlando
John Orlando (né le 15 octobre 1960 au Nigeria) est un joueur de football international nigérian.

## Biographie

### Carrière en sélection
Avec l'équipe du Nigeria, il figure dans le groupe des sélectionnés lors de la Coupe d'Afrique des nations de 1980 remportée par son équipe.
Il participe également aux Jeux olympiques de 1980. Lors du tournoi olympique organisé en Union soviétique, il joue trois matchs : contre le Koweït, la Tchécoslovaquie et la Colombie.

## Palmarès
Nigeria
- Coupe d'Afrique des nations (1) :
  - Vainqueur : 1980